# Bainton (East Riding of Yorkshire)
Bainton is een civil parish in het bestuurlijke gebied East Riding of Yorkshire, in het Engelse graafschap East Riding of Yorkshire met 334 inwoners.